# Agnes Bennett

Agnes Bennett, 1919

Agnes Elizabeth Lloyd Bennett OBE (* 24. Juni 1872 in Sydney, New South Wales, Australien; † 27. November 1960 in Wellington, Neuseeland) war eine australisch-neuseeländische Medizinerin.  Sie war die erste Offizierin in der British Army.

## Leben und Werk

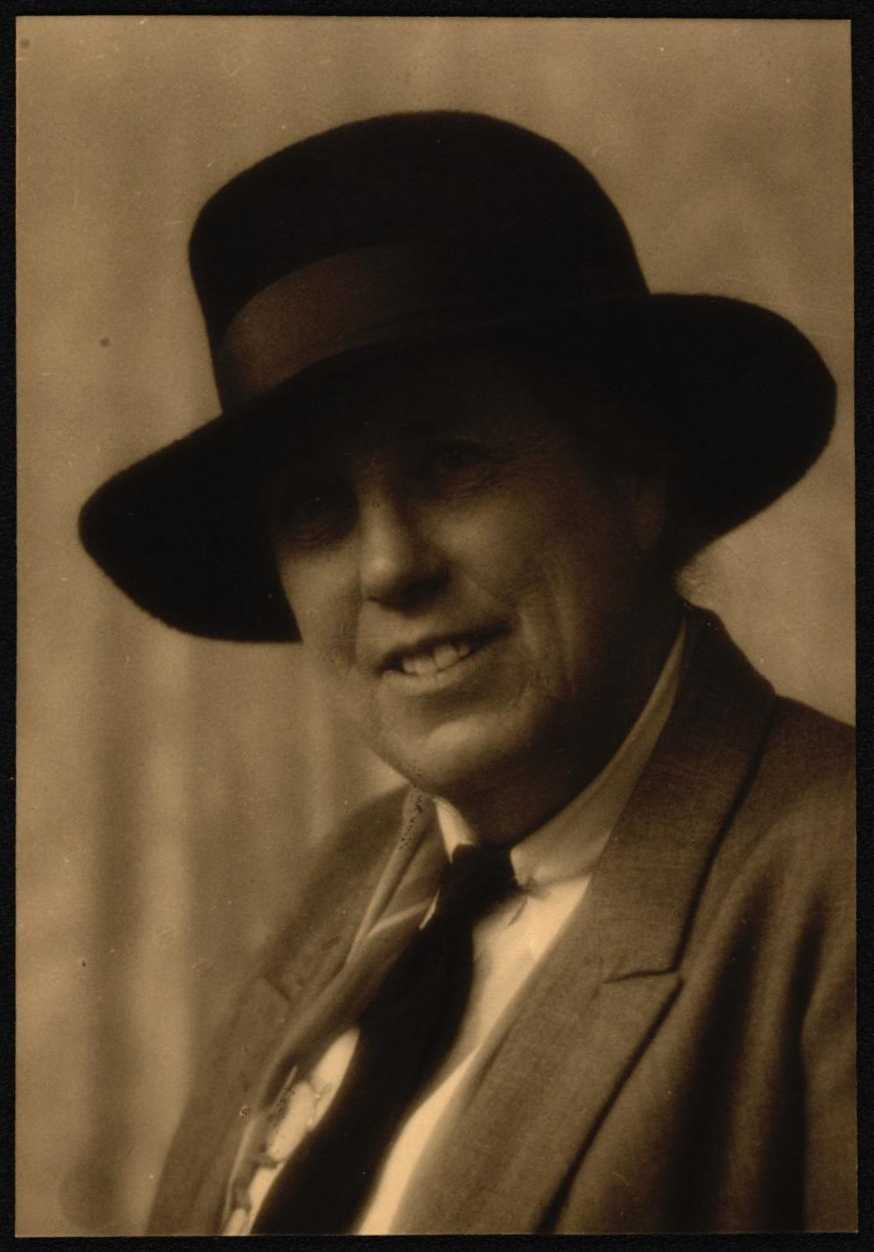
Agnes Bennett, Passfoto, 1931

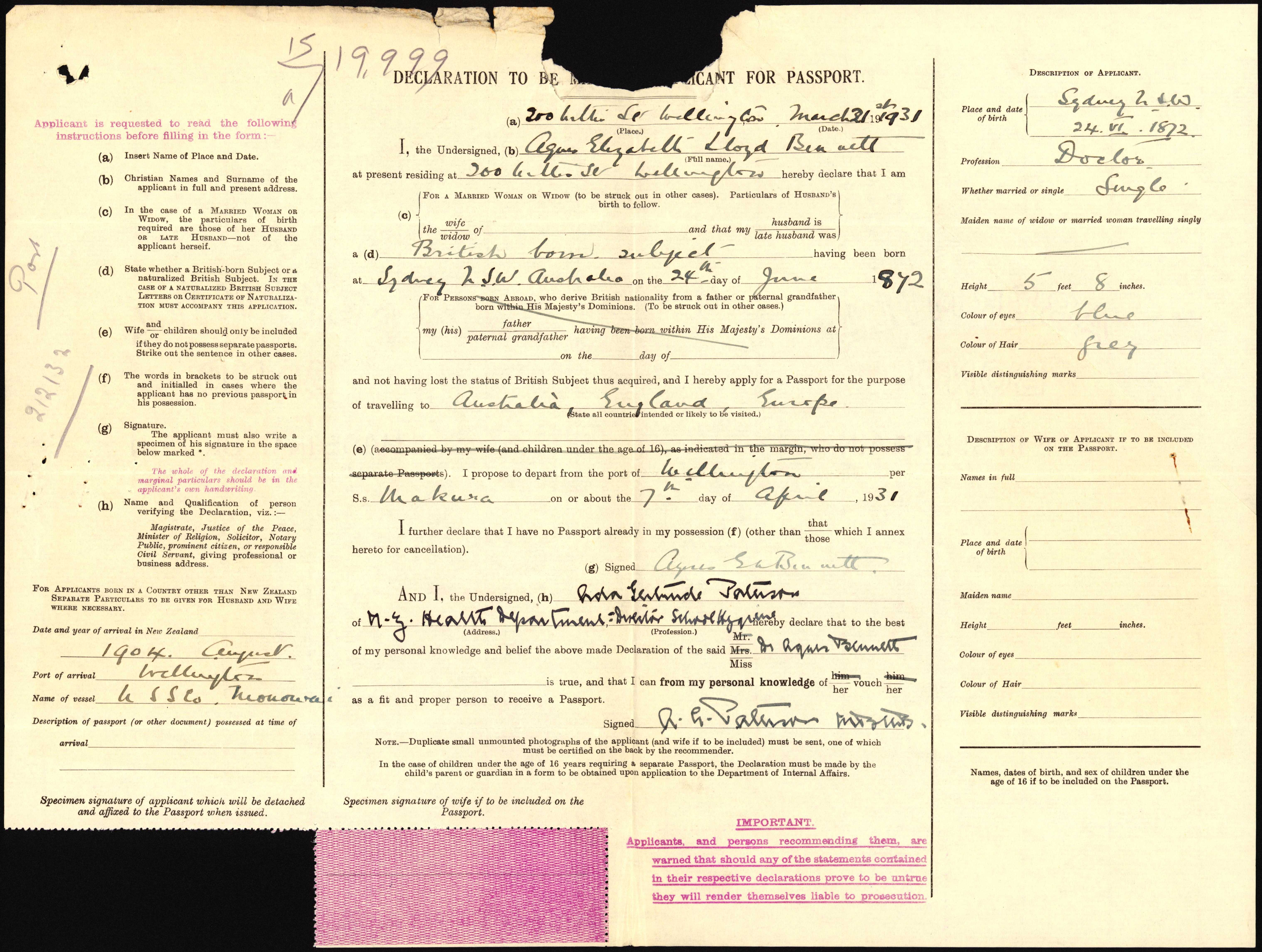
Agnes Bennett, Passantrag, 1931

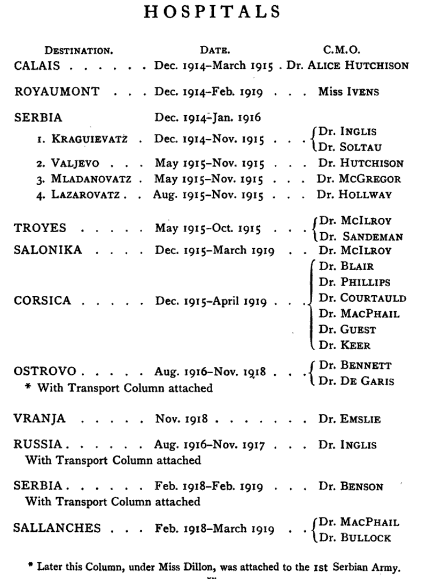
Orte des Scottish Women’s Hospital, Chief Medical Officers

Bennett war das sechste von sieben Kindern des Ingenieurs William Christopher Bennett und seiner ersten Frau Agnes Amelia, geborene Hays. Um eine Ausbildung zu absolvieren, wurden zwei Mädchen und vier Jungen der Familie von ihrer Mutter nach England gebracht. Dort wurde sie am Cheltenham Ladies’ College und der Dulwich Girls’ High School ausgebildet. Die Kinder kehrten nach dem Tod ihrer Mutter an Pocken 1881 nach Sydney zurück und Bennett besuchte ab Juli 1885 die Abbotsleigh Girls’ School und von 1888 bis 1889 die Girls’ High School in Sydney. Sie erhielt 1890 ein Stipendium und studierte Naturwissenschaften an der University of Sydney, wo sie 1894 einen Bachelor of Science erhielt. Sie war die erste Frau, die einen naturwissenschaftlichen Abschluss mit Auszeichnung erlangte. Sie war Sekretärin und Abendschullehrerin der Women’s Association, der späteren University Women’s Settlement.
Als sie feststellte, dass Wissenschaftlerinnen unerwünscht waren, arbeitete sie als Lehrerin und Gouvernante und verließ dann 1895 Australien, um am College of Medicine for Women der University of Edinburgh Medizin zu studieren. 1899 erhielt sie dort den Bachelor of Medicine (MB) und den Master of Surgery (ChM).

## Ärztin in Australien und Neuseeland
Sie kehrte 1901 nach Sydney zurück und eröffnete eine Privatpraxis. Bald wurde sie Ausschussmitglied der District Nursing Association (Church of England) und leistete kostenfreie medizinische Hilfe. Vorurteile gegenüber Ärztinnen zwangen sie, ihre Praxis aufzugeben und am 1. Dezember 1904 eine Stelle als Assistenzärztin am Callan Park Hospital for the Insane anzunehmen.
Im Juli 1905 übernahm sie die Praxis einer Ärztin in Wellington. 1908 wurde sie zur Ärztin des St. Helens Hospital in Wellington ernannt und 1910 zur Ehrenärztin der Kinderstation des Wellington Hospital. Ihre Arbeit in St. Helens lieferte ihr Daten zum Stillen, die die Grundlage für ihre Dissertation für den Doktortitel der Medizin bildeten, den sie 1911 an der University of Edinburgh erwarb. Von 1908 bis 1936 war sie leitende Ärztin am St. Helen’s Entbindungskrankenhaus.
Bennett war eine konsequente Verfechterin des Rechts der Frauen auf höhere Bildung. 1909 und 1914 wandte sie sich öffentlich gegen den Mediziner Ferdinand Campion Batchelor und Frederic Truby King, die eine höhere Bildung als schädlich für die mütterlichen Funktionen von Frauen und damit für die Menschheit betrachteten. Sie untergrub Kings Position auf dem Australasian Medical Congress in Auckland im Jahr 1914.

## Einsatz im Ersten Weltkrieg
Nach Ausbruch des Ersten Weltkriegs bot Bennett 1915 der neuseeländischen Regierung ihre Dienste an, doch diese hatte kein Interesse daran, eine Ärztin einzustellen. Stattdessen segelte sie nach Europa, um beim Französischen Roten Kreuz zu dienen. Während ihrer Reise durch Kairo wurde ihr jedoch eine Anstellung beim neuseeländischen Sanitätskorps angeboten, mit dem Status und der Bezahlung eines Captains (entspricht einem Hauptmann). Sie wurde damit die erste Offizierin der britischen Armee, als sie als Captain als Sanitätsoffizierin in Kriegskrankenhäusern in Kairo arbeitete. Von 1916 bis 1917 leitete sie eine Einheit der schottischen Frauenkrankenhäuser an der serbischen Front.

## Aktivitäten nach dem Ersten Weltkrieg
Sie hatte Australien seit 1905 mehrmals besucht und war nach ihrer Pensionierung von 1938 bis 1939 für den Australian Flying Doctor Service als Ärztin tätig. Sie kehrte nach Wellington zurück und half 1939 bei der Gründung der Women’s War Service Auxiliary. Von 1940 bis 1942 arbeitete sie in englischen Krankenhäusern und hielt nach ihrer Rückkehr nach Neuseeland Vorträge vor den Frauendiensten über Geschlechtskrankheiten und Geburtenkontrolle. Im Alter von 75 Jahren flog sie auf die Chathaminseln, wo sie als Vertretungsärztin tätig war.
Bennett engagierte sich in einer Reihe von Organisationen in Wellington, die sich der Förderung der Interessen von Frauen widmeten, unter anderem in der Wellington Branch der Federation of University Women und der Women’s War Service Auxiliary. Sie wurde 1923 die erste Präsidentin der Wellingtoner Zweigstelle der International Federation of University Women und vertrat Neuseeland 1936 auf deren Weltkonferenz in Krakau in Polen.
Bennett starb 1960 im Alter von 88 Jahren in ihrem Haus in Lowry Bay in Wellington.
In den Jahren 1955 und 1956 spendete sie 10.000 Pfund für Luftfahrtforschung an die Universität Sydney, die den Rest ihres Nachlasses erbte, der in New South Wales auf 26.490 Pfund geschätzt wurde.

## Ehrungen (Auswahl)
- 1917: Ehrenkreuz des Serbischen Roten Kreuzes
- 1917: St.-Sava-Orden dritter Klasse von Serbien
- 1948: Officer des Order of the British Empire (OBE)

## Veröffentlichung
- Some observations on early lactation in the women of New Zealand (MD). University of Edinburgh, 1911.